# Tipula (Eumicrotipula) psittacina
Tipula (Eumicrotipula) psittacina is een tweevleugelige uit de familie langpootmuggen (Tipulidae). De soort komt voor in het Neotropisch gebied.